# Saka Palas Jaya
Saka Palas Jaya is een bestuurslaag in het regentschap Indragiri Hilir van de provincie Riau, Indonesië. Saka Palas Jaya telt 589 inwoners (volkstelling 2010).